# Jordens halvklot

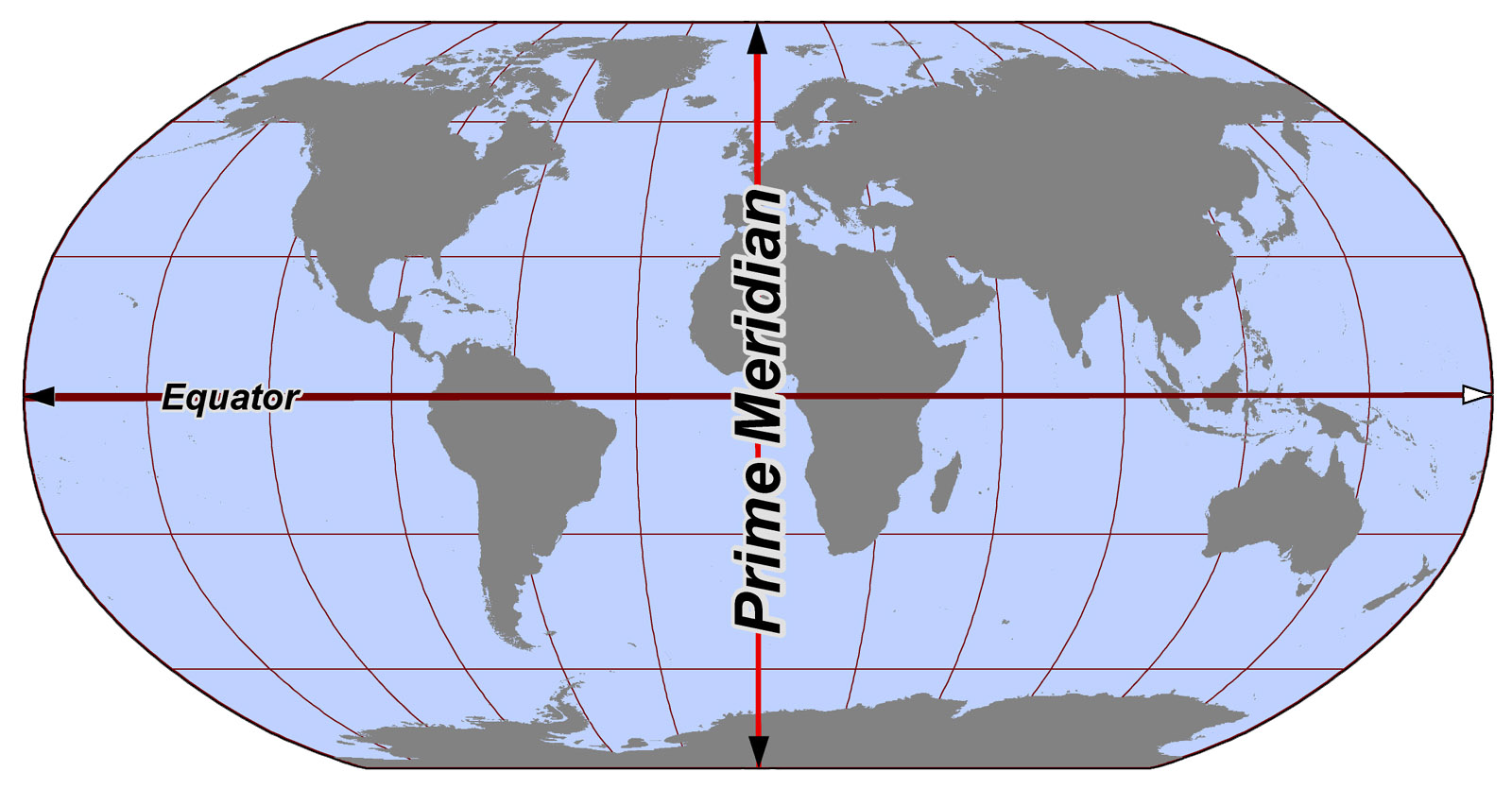
Jordens halvklot.

Jordens halvklot eller jordens hemisfärer är ett geografiskt sätt att dela upp jorden i olika delar, och utgår vanligtvis antingen från ekvatorn eller nollmeridianen.
Jorden kan delas upp i Norra halvklotet, Södra halvklotet, Västra halvklotet och Östra halvklotet. Ett annat uppdelningssätt delar jorden i Landhalvklotet och Vattenhalvklotet.

### Fotnoter
1. ↑  ”Hemisphere Map” (på engelska). World Atlas. http://www.worldatlas.com/aatlas/imageh.htm. Läst 23 mars 2015.